# بابلو باتشيكو
بابلو باتشيكو (بالإسبانية: Pablo Pacheco)‏ لاعب كرة قدم بيروفي راحل كان يجيد اللعب في خط الهجوم .
لعب طوال مسيرته الرياضية في نادي يونيفيرسيتاريو ديبورتيس . شارك مع منتخب بيرو في بطولة كأس العالم 1930 في الأوروغواي .

## روابط خارجية
- بابلو باتشيكو على موقع الاتحاد الدولي (مؤرشف)  (الإنجليزية)
- بابلو باتشيكو على موقع Soccerway.com (الإنجليزية)
- بابلو باتشيكو على موقع عالم كرة القدم.نت (الإنجليزية)